# Chaenogobius annularis
Chaenogobius annularis és una espècie de peix de la família dels gòbids i de l'ordre dels perciformes.

## Morfologia
Els mascles poden assolir els 16 cm de longitud total.

## Distribució geogràfica
Es troba des de la Xina i la Península de Corea fins al Japó, les Illes Kurils i Sakhalín.